# میر گروو (مینه‌سوتا)
میر گروو، مینه‌سوتا (به انگلیسی: Meire Grove, Minnesota) یک شهر در ایالات متحده آمریکا است که در شهرستان استیرنز، مینه‌سوتا واقع شده‌است.

## خصوصیات
میر گروو ۱٫۴۵ کیلومترمربع مساحت و ۱۷۹ نفر جمعیت دارد و ۳۹۰ متر بالاتر از سطح دریا واقع شده‌است.